# Papirus 98
Papirus 98 (według numeracji Gregory-Aland), oznaczany symbolem {\displaystyle {\mathfrak {P}}^{98}} – wczesny grecki rękopis Nowego Testamentu, spisany w formie zwoju na papirusie. Paleograficznie datowany jest na II wiek. Zawiera fragmenty Apokalipsy św. Jana.

## Opis
Zachowały się tylko fragmenty jednej karty Apokalipsy św. Jana (1,13-2,1). Oryginalna karta miała rozmiary 15 na 16 cm. Tekst pisany jest w 20 linijkach na stronę, 38-42 liter w linijce.
Siedem pisane jest skrótem. Zawiera błąd dittografii w pierwszej linijce tekstu – περι̣εζωσμμ̣εν̣ον zamiast περιεζωσμενον.

## Tekst
Fragment jest zbyt krótki by móc ustalić jego tradycję tekstualną. Tekst kilkakrotnie odbiega od tekstu współczesnych wydań krytycznych (NA27, UBS4).
W Ap 1,18 brakuje frazy και ο ζων podobnie jak w starołacińskim Codex Gigas oraz niektórych rękpisach Wulgaty. Jest jedynym greckim rękopisem niezawierającym tej frazy.

## Historia
Rękopis prawdopodobnie powstał w Egipcie. Tekst rękopisu opublikował D. Hagedorn w 1992 roku. INTF umieścił go na liście rękopisów Nowego Testamentu, w grupie papirusów, dając mu numer 98.
Rękopis datowany jest przez INTF na II wiek.
Cytowany jest w krytycznych wydaniach Nowego Testamentu (NA27).
Obecnie przechowywany jest w Institut Français d’Archéologie Orientale (P. IFAO inv. 237b [+a]) w Kairze.